# 蘇萊曼帕夏 (奧爾汗之子)

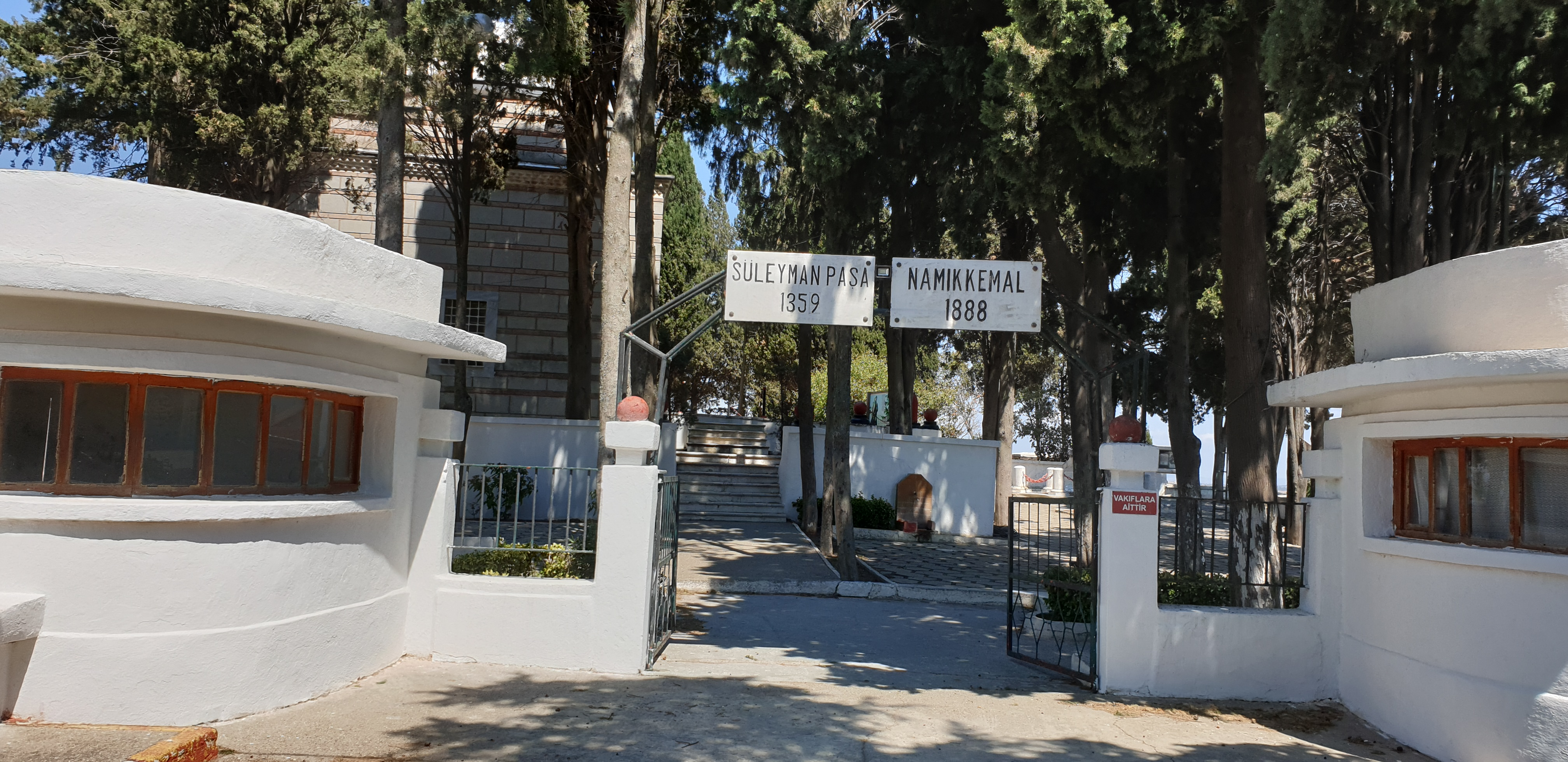
苏莱曼帕夏陵墓

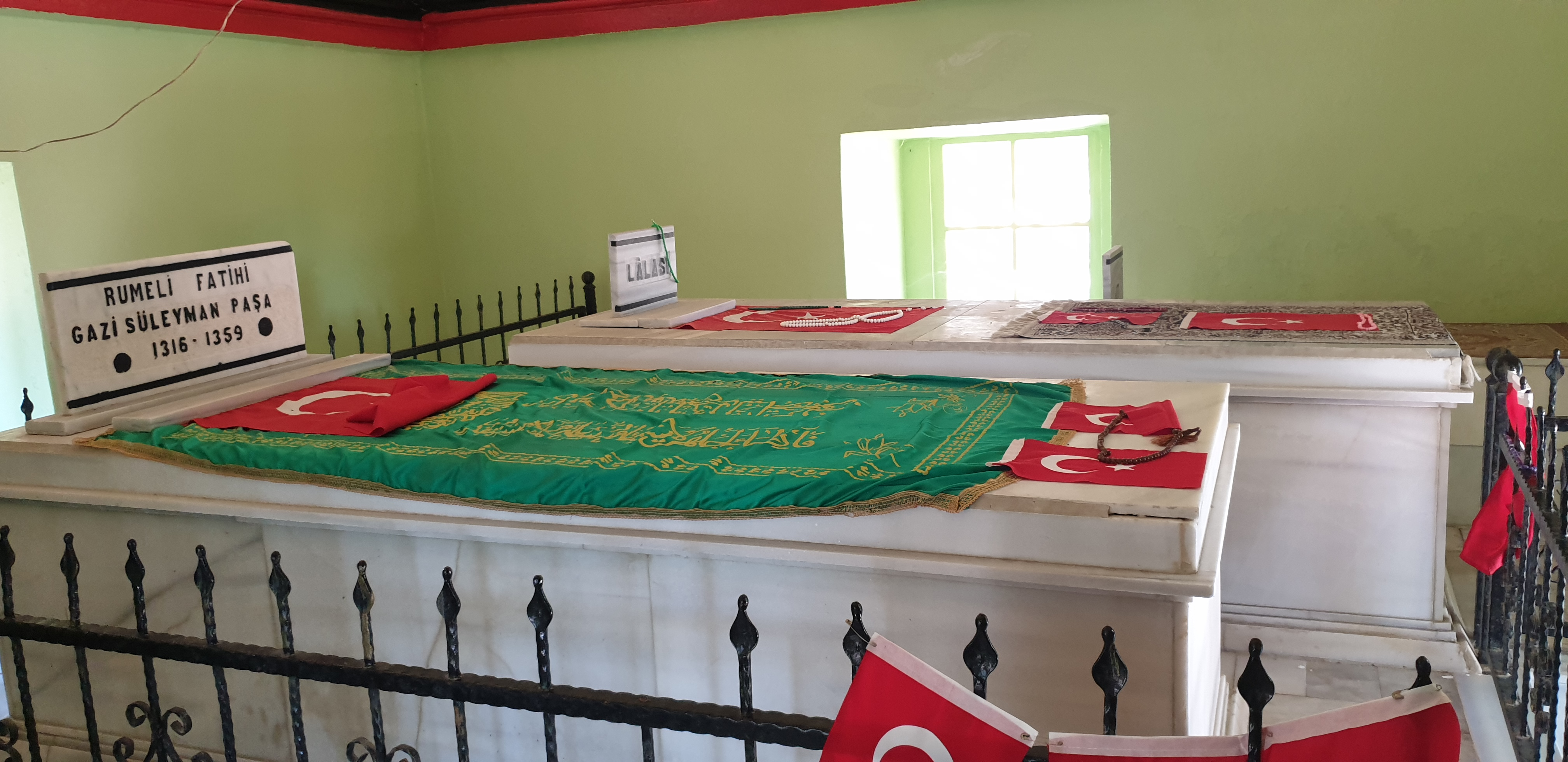
苏莱曼帕夏陵墓

苏莱曼帕夏（约1316—1357年），奥斯曼帝国第二任苏丹奥尔汗一世之子，曾担任军队总司令“贝勒贝伊”。
苏莱曼帕夏在鄂圖曼帝國於1350年代对色雷斯的入侵中扮演了重要的角色。1357年，苏莱曼帕夏因打猎中的意外事故而去世